# Сагабескирио
Сагабескирио (груз. საგაბესკირიო) — село в Грузии, на территории Сенакского муниципалитета края (мхаре) Самегрело-Верхняя Сванетия.

## География
Село находится в западной части Грузии, к западу от реки Циви (правый приток реки Риони), на расстоянии приблизительно 5 километров (по прямой) к северо-западу от города Сенаки, административного центра муниципалитета.

## Население
По результатам официальной переписи населения 2014 года в Сагабескирио проживало 11 человек (4 мужчины и 7 женщин). В национальной структуре населения грузины составляли 100 %.
| Год  | Население, человек |
| ---- | ------------------ |
| 2002 | 33                 |
| 2014 | ↘ 11               |